# Markaz Damanhūr
Markaz Damanhūr (arabiska: مركز دمنهور) är en region i Egypten.   Den ligger i guvernementet Beheira, i den norra delen av landet, 130 km nordväst om huvudstaden Kairo.